# Четыре пера (фильм, 2002)
Четыре пера (англ. The Four Feathers) — американский приключенческий фильм 2002 года от режиссёра Шекхара Капура. Сюжет фильма основан на событиях восстания махдистов конца 1884 и начала 1885 годов в Судане.
Является ремейком классической экранизации (1939) одноименного романа Альфреда Мейсона, увидевшего свет в 1902 году.

## Сюжет
Гарри Февершам (Хит Леджер), молодой британский офицер пехотного полка Королевской армии, празднует свою помолвку с любимой девушкой Этни (Кейт Хадсон) в окружении однополчан и со своим отцом, также офицером британской армии. После объявления об отправке полка в Судан, британскую колонию, находящуюся в состоянии гражданской войны, в помощь генералу Чарльзу Джорджу Гордону, осаждённому в Хартуме исламскими мятежниками во главе с Махди), молодой человек настолько потрясен известием, что тут же подаёт в отставку, так как не хочет ни с кем никогда воевать. Однако и отец, потрясённый решением сына и тут же отрекающийся от него, и друзья принимают его отставку за трусость и посылают ему три пера (символ трусости). Четвёртое перо в письмо кладет невеста Гарри Этни.
Измученный и одинокий, единственный оставшийся в Лондоне, Гарри узнает, что его лучший друг Джек (Уэс Бентли) и весь их полк подверглись разгромному нападению мятежников. Он решает отправиться в Судан. С трудом добравшись до мест расквартирования британской армии, Гарри маскируется под араба, записываясь носильщиком в полк друзей. Остальные носильщики принимают его за шпиона Махди, о чём его предупреждает Абу Фатма (Джимон Хонсу), проницательный наёмник, когда-то уже служивший при британских войсках и знающий английский язык. Гарри, убедив Абу, что он не шпион, начинает следить за группой армейских рабочих, которые скорее всего действительно являются шпионами Махди. Добравшись до укрытия мятежников, Гарри уже не может от них уйти и предупредить полк. Абу отправляется один, собираясь предупредить друзей Гарри о скором нападении. Гарри же получает от мятежников красный военный мундир. Тем временем полк останавливается, чтобы похоронить группу британских офицеров, убитых людьми Махди. Абу захвачен египетскими солдатами и выдан британским офицерам (друзьям Февершама). Он говорит британцам, что его послал британский офицер, имея в виду Февершама, чтобы предупредить их о нападении Махди. Он также говорит, что мусульмане всегда хоронят своих мёртвых и даже врагов, что эти тела оставили специально, чтобы отвлечь британцев. Товарищи Февершама взволнованы, но в конце концов решают игнорировать предупреждение Абу. Его приговаривают к порке кнутом.
Необстрелянные британцы и египтяне встречают противника. На них идёт отряд всадников на верблюдах, британцы замечают что они безоружны, но тем не менее, встречают их залпами. На горизонте появляется конница и пехота Махди, британцы перестраиваются в каре и, неся потери, расстреливают залпами атакующих. Появляется отряд британской кавалерии в красных мундирах, мятежники отступают. Британцы ликуют, командир посылает своих всадников в преследование. Однако всё это оказывается изуверской хитостью Махди: на поле внезапно появляются бойцы, выскакивая из укрытий, и, вместе с повернувшими назад беглецами, атакуют британских всадников, командир артиллерии не решается обстреливать их из пушек. Подъехавший отряд британской кавалерии внезапно сбрасывает с голов шлемы - это переодетые мятежники. Воспользовавшись растерянностью командиров мятежники сминают каре. Винтовка Джека даёт осечку, ослепляя его, но находящийся в рядах переодетых мятежиков Гарри спасает Джека. После боя Гарри находит в карманах Джека письма от Этны, что охлаждает его дружеские чувства, он не говорит Джеку, кто он. Не зная, кем был его спасатель, Джек тогда возвращается домой. Он делает Этне предложение, но она не даёт ему ответ, отправляясь за советом к отцу Гарри.
Возвращается в Лондон ещё один друг Гарри Том (Руперт Пенри-Джонс). Он рассказывает Джеку о встрече с Гарри в Судане, о том, что Гарри был тем офицером, который послал Абу, Гарри обвинял своих друзей в предубеждениях, повлекших за собой страшные потери. Кроме того, Гарри попросил у Тома денег и объяснил, что верит в то, что их друг Уильям (Майкл Шин) жив. Оставляя Абу, Гарри отправляется в печально известную тюрьму Махди. Абу советует ему не делать этого, спрашивая о причинах его действий, обвиняя в свойственной всем британским солдатам гордыне. Гарри находит Уильяма, но не знает, что делать дальше. Бежать им помогает Абу, дав Гарри «яд», который создал видимость смерти. Однако, охранники с подозрением относятся к смерти сразу двух офицеров британской армии. Абу и Гарри вместе убивают преследователей. После этого каждый идёт своей дорогой: Абу возвращается в пустыню, Гарри едет в Англию. Ему возвращено доверие отца, Этни просит вернуть её перо. Джека же одолевают подозрения о личности своего спасителя. Он касается лица Гарри руками, когда тот нагибается, чтобы поднять бумаги, специально сброшенные Джеком со стола. Опознав своего спасителя, Джек даёт благословение Гарри и Этни. Во время следующей встречи Этни и Гарри, вспомнив былое, вновь берутся за руки.

## В ролях
| Актёр              | Роль                |
| ------------------ | ------------------- |
| Хит Леджер         | Гарри Февершам      |
| Уэс Бентли         | Джек Дурранс        |
| Джимон Хонсу       | Абу Фатма           |
| Кейт Хадсон        | Этни Юстас          |
| Руперт Пенри-Джонс | Том Уиллоуби        |
| Крис Маршалл       | Эдвард Каселтон     |
| Майкл Шин          | Уильям Тренч        |
| Алекс Дженнингс    | полковник Гамильтон |
| Джеймс Космо       | полковник Свитч     |
| Энджел Дуглас      | Тётя                |
| Тим Пиготт-Смит    | отец Гарри          |
| Люси Гордон        | Изабель             |
| Джеймс Хиллер      | Капрал              |
| Лейла Руасс        | Майя                |

## Производство
Трое актёров второго плана пострадали в результате несчастного случая на съемочной площадке в Гринвиче.

## Релиз
Премьера фильма в кинотеатрах Северной Америки состоялась 20 сентября 2002 года. В первые выходные картина собрала 6 857 879 долларов, заняв 5-е место в прокате США. В итоге «Четыре пера» заработали 29,8 миллиона долларов по всему миру, не сумев вернуть свой бюджет в 35 миллионов долларов. В 2003 году он был выпущен в виде специального коллекционного издания на DVD.

## Реакция
«Четыре пера» получили неоднозначные отзывы критиков. На сайте-агрегаторе обзоров Rotten Tomatoes фильм имеет рейтинг одобрения 41 % на основе 150 обзоров со средней оценкой 5,39/10. Консенсус веб-сайта гласит: «Несмотря на то, что „Четыре пера“ красивы, им не хватает эпического волнения, и они страдают от двойственной точки зрения».